# Portrait de Doña Antonia Zárate (1810-1811)
Le portrait de Doña Antonia Zárate est une peinture à l'huile sur toile datant de 1810-1811, représentant l'actrice Antonia Zárate, réalisée par Francisco de Goya ou son atelier. Elle est maintenant conservé au musée de l'Ermitage à Saint-Pétersbourg. Si l'œuvre est autographe, il s'agit de la seule peinture de Goya dans une collection russe.

## Histoire
Il semble avoir été commandité par le fils du modèle, Antonio Gil y Zárate, en 1811, après sa mort, et reprend probablement les formes d'une œuvre précédente de Goya sur l'actrice, réalisée en 1805 (Portrait de Doña Antonia Zárate, Galerie nationale d'Irlande, Dublin). Le tableau est resté en Espagne jusqu'en 1900, lorsqu'il a été vendu à New York. Il est passé ensuite par différents revendeurs et propriétaires, avant d'être acquis par la galerie Knoedler pour 60 000 $US. Cette galerie était la propriété de Armand Hammer, qui a ensuite vendu le tableau à sa propre Fondation Armand Hammer, pour 160 000 $. En 1972 Hammer en a fait don à l'Ermitage, affirmant qu'il valait alors près de 1 000 000 $US.